# André Pierre
Pour les articles homonymes, voir Pierre.
André Pierre, né en 1914 et décédé en 2005, est un peintre vaudou haïtiien.

## Biographie
La vie de cet artiste vaudou est quasiment inconnue. On sait seulement de ce modeste agriculteur qu'il vivait près d'un temple vaudou ou il officiait comme assistant, puis comme prêtre, à proximité de Port-au-Prince et que, autodidacte venu tardivement à la peinture, il déclarait peindre sous l'inspiration des esprits ou loas. André Pierre a d'abord été découvert par l'écrivaine et réalisatrice américaine Maya Deren en 1947. L'échange est fructueux : André la conseille dans ses recherches sur le vaudou alors que Maya l'encourage à peindre et lui présente Peters DeWitt, fondateur en 1944 du centre d'art de Port-au-Prince, consacré aux arts traditionnels d'Haïti. André Pierre, après avoir longtemps hésité, se consacre à la peinture à partir de 1959 et Peters DeWitt l'aide en lui fournissant du matériel de peinture. L'œuvre d'André Pierre a aussi été mise en lumière à la suite de l'ultime voyage d'André Malraux, à Haïti, évoqué au chapitre XI de l'Intemporel, publié en 1975. Selden Rodman (en), lui a rendu hommage en 1988 dans Where art is Joy - Haitian art : The First Forty Years, tout en évoquant la pauvreté de l'artiste consécutive aux difficultés politiques de l'Ile.

## Œuvre
Représentés dans un style irréaliste, les tableaux aux couleurs flamboyantes de cet artiste hougan typique frappent par leur puissance onirique et leur symbolisme vaudou que le profane ne peut guère déchiffrer. À propos de cet artiste, André Malraux a dit : « Il nous raconte toute l'épopée du Vaudou. Tous les secrets du vaudou ». Ses œuvres ont été exposées à Haïti, en Angleterre, à Dortmund, à Zabreb. Le musée Fowler, en Californie, a organisé une rétrospective de son œuvre en 1993. Un an avant sa mort, le public français a pu la découvrir à l'ancienne abbaye Notre-Dame de Daoulas en 2003-2004 lors de la plus vaste exposition collective consacrée à l'art vaudou d'Haïti en France.

## Expositions collectives
- 2010 : Private show, Casa de Campo, Saint Domingue, République dominicaine21.
- 2003 : Ettercolombus.com, Kunstnernes Hus, Oslo, Norvège25.
- 2000 : Anges et Démons, Halle Saint Pierre, Paris, France26.

## Collections
- Museo del Bario, New-York, États-Unis
- Musée du Panthéon National d’Haïti (MUPANAH), Port-au-Prince, Haiti
- Centre d’Art, Port-au-Prince, Haiti
- Waterloo Museum at the Waterloo center for the Arts, Iowa, États-Unis
- The Milwaukee Art Museum, Milwaukee, États-Unis
- Kunsternes Hus, Oslo, Norvège
- Huntington Museum of Art, West Virginia